# Be Mine (Ofenbach)
Be Mine è un singolo del duo francese Ofenbach, pubblicato il 25 novembre 2016.

## Video musicale
Il video musicale è stato girato in un ambiente chiuso e oscuro, dove è presente il duo: i due ragazzi sono legati alle sedie e con la bocca bloccata da nastro isolante, mentre vengono minacciati e coccolati da un'avvenente ragazza (l'attrice Johanna Bros) che balla. Alla fine del video vengono slegati, viene loro tolto il cerotto dalla bocca e sono liberati dalla stessa ragazza.

## Successo commerciale
Il singolo ha avuto successo a livello mondiale. In Francia è salito al quinto posto della classifica nazionale dei singoli e in Italia, dove è entrato in rotazione radiofonica nel marzo 2017, al settimo. Ha raggiunto la vetta delle classifiche in Polonia, Repubblica Ceca, Slovacchia e Messico.

## Cover
Il 14 febbraio 2025, durante la quarta serata dedicata alle cover, la cantautrice italiana in gara Sarah Toscano ha eseguito il brano insieme agli stessi Ofenbach in un medley durante il 75º Festival di Sanremo, insieme al brano Overdrive.

## Classifiche
| Classifica (2016) | Posizione massima |
| ----------------- | ----------------- |
| Austria           | 4                 |
| Belgio (Fiandre)  | 15                |
| Belgio (Vallonia) | 38                |
| Francia           | 7                 |
| Germania          | 11                |
| Italia            | 7                 |
| Portogallo        | 79                |
| Svezia            | 97                |
| Svizzera          | 6                 |